# 악기장 (가야금) 송재권
악기장(가야금) 송재권은 전북특별자치도 김제시 부량면 용성리에 있다. 2013년 10월 24일 김제시의 향토문화유산(무형) 제1호로 지정되었다.